# Вержбалович Барбара Іванівна

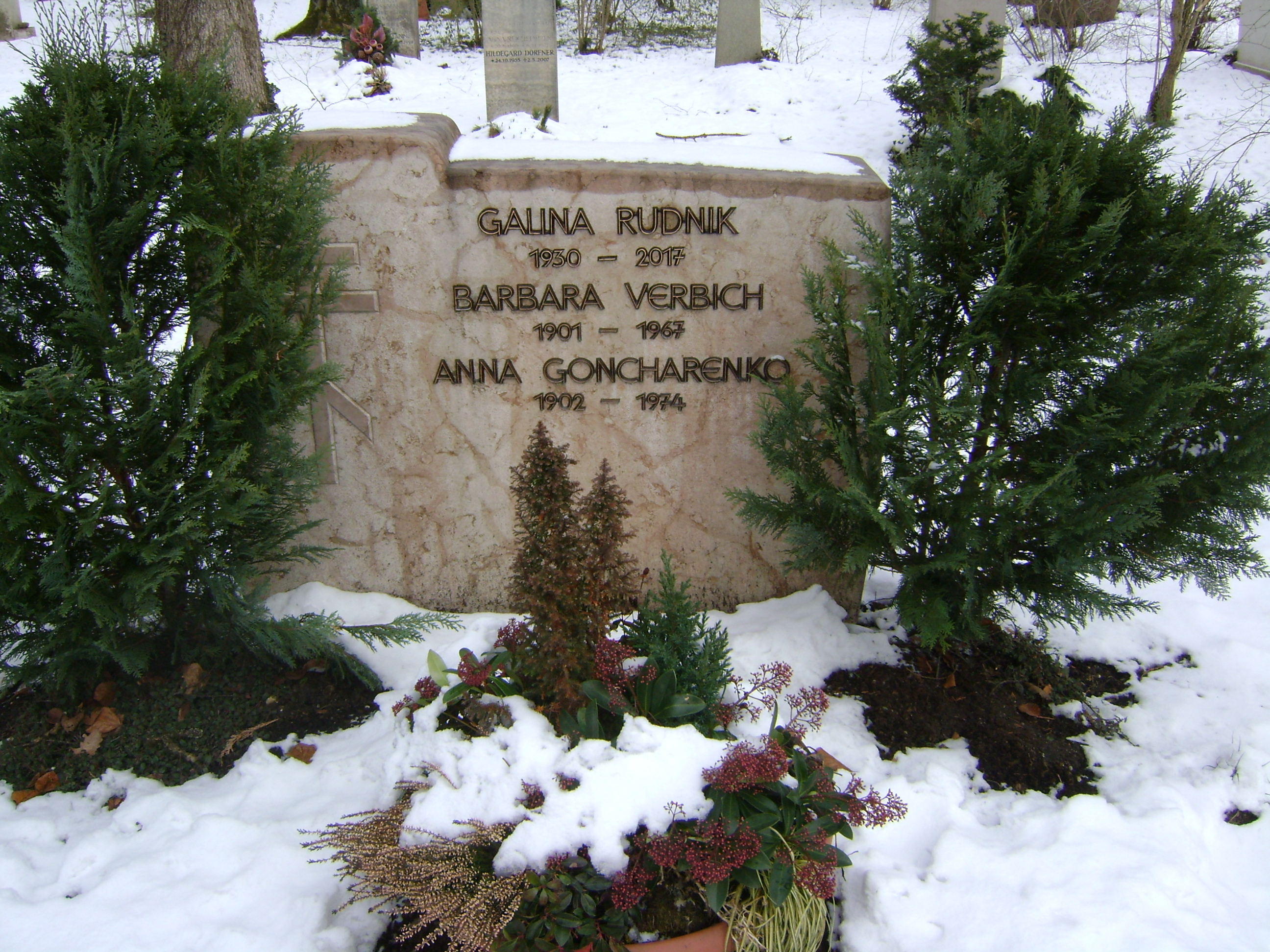
Могила Барбари Вержбалович

Барбара Іванівна Вержбалович (біл. Барбара Іванаўна Вержбаловіч; 13 грудня 1901 — 8 січня 1967) — білоруська оперно-концертна співачка (меццо-сопрано).

## Біографія
Закінчила Мінський державний музичний коледж імені М. І. Глінки (1933), Білоруську державну академію музики (1938). У 1939—1941 роки солістка Національного академічного Великого театру опери та балету Республіки Білорусь для створення образу в національних постановках «Міхась Падгорны» Євгена Цікоцького, «Кветка шчасця» Олексія Туренкова, а також у класичних операх. Під час нацистської окупації Білорусі вона мешкала в Мінську, виступала як оперна та естрадна співачка в Мінському міському театрі, у 1943 році виконала партію «Свацці» в опері «Лясное возера» Миколая Щаглова-Куликовича. 3 червня 1944 року в еміграції в Німеччині, працювала у театральному колективі «Жыве Беларусь». 3 1950 року в США, концертна співачка, одна з активісток та лідерів білоруського жіночого руху в США. Пізніше в Мюнхені, з 1954 року вона працювала секретарем, диктором у білоруській редакції радіо «Свобода», записала кілька записів.
Похована на цвинтарі в Мюнхені Вестфридгоф.